# Brice Monzeglio
Pas d'image ? Cliquez ici

a Compétitions nationales et continentales officielles uniquement.

b Matchs officiels uniquement.
Dernière mise à jour le 26 janvier 2024.
Brice Monzeglio, né le 28 juin 1983 à Chambéry (Savoie), est un joueur franco-suisse de rugby à XV qui joue aux postes de troisième ligne centre et de troisième ligne aile.

## Biographie
Brice Monzeglio commence à jouer au rugby à XV tardivement, après avoir pratiqué le ski alpin à haut niveau jusqu'à ses dix-huit ans,. Il prend sa première licence à Chambéry. 
En 2004, il commence sa carrière professionnelle avec le CS Bourgoin-Jallieu en Top 16. Il joue quatre saisons avec le club isérois, disputant 50 matchs de première division et 12 de Coupe d'Europe,.
En 2008, il rejoint l'Union Bordeaux Bègles en Pro D2, suivant son coéquipier à Bourgoin Olivier Sourgens,. Il joue deux saisons avec le club bordelais, pendant lesquelles il est régulièrement capitaine,.
Il intègre l'US Oyonnax en 2010,. Au sein de l'équipe entraînée par Christophe Urios, il occupe également de façon régulière la fonction de capitaine,.
Après deux saisons dans l'Ain, il s'engage avec la Section paloise en 2012. Il dispute deux premières saisons pleines avec sa nouvelle équipe, dont il est occasionnellement capitaine, et prolonge son contrat pour deux années supplémentaires en janvier 2014,. Il est titulaire lors de la phase finale d'accession 2013, que son équipe perd face au CA Brive. La saison suivante, il est remplaçant pour la demi-finale perdue face au Stade rochelais,. 
Possédant la double nationalité franco-suisse, Monzeglio honore sa première cape internationale sous le maillot de l'équipe de Suisse, affrontant la Lituanie fin avril 2014 ; sa carrière professionnelle ne lui permet toutefois pas d'être régulièrement libéré pour évoluer sous le maillot helvète.
En club, Brice Monzeglio est moins utilisé à partir de la saison 2014-2015. Il ne joue qu'un rôle effacé (neuf matchs) dans l'obtention du titre de champion de France de Pro D2 par son club, synonyme d'accession au Top 14. Après une saison dans l'élite française, son passage à la Section paloise s'arrête en juin 2016, ainsi que sa carrière professionnelle sportive,.

## Palmarès
- Vainqueur du Championnat de France de Pro D2 en 2015 avec la Section paloise.

## Statistiques en équipe nationale
- Équipe de France -21 ans[réf. nécessaire]
- Équipe de France universitaire : 1 sélection en 2006 (Angleterre U)[20]
- International suisse[21],[22]